# Боинг 757
Боинг 757 (енгл. Boeing) је ускотрупни, двомоторни путнички и теретни авион који је производила фирма Боинг од 1981. до 2004. године. Ово је највећи ускотрупни путнички авион на свету. Овај авион поседује стаклену пилотску кабину, турбомлазне моторе и крила конструисана тако да смање отпор ваздуха.
Овај авион је развијен како би заменио тромоторни Боинг 727 на кратким и рутама средње дужине. Зависно од варијанте (и од тога да ли има винглете) авион има долет од 5.830 до 7.600 km. Овај авион је развијан у исто време када и Боинг 767, тако да посада једног може управљати и другим авионом уз минималну обуку.
Боинг 757 је произвођен са две дужине трупа. Оригинална варијанта 757-200 је ушла у употребу 1983. године, док су варијанте 757-200PF и 757-200M ушле у употребу крајем осамдесетих година 20. века. Боинг 757-300, који је до данас најдужи ускотрупни авион икада произведен, ушао је у употребу 1999. године. Од Боинга 757 развијен је и Боинг C-32, који се користи у америчкој влади за превоз њихових званичника. Осим тога развијене су и друге варијанте које се користе за разна научна истраживања.
Све варијанте Боинга 757 користе моторе Ролс-Ројс RB211 и Прат & Витни PW2000.
Боинг 757 је ушао у службу са Истерн ер лајнсом и Бритиш ервејзом 1983. године. Овај авион је постао јако популаран на рутама кратке и средње дужине нарочито унутар САД. Након што је авион добио дозволе да лети преко океана, авио-компаније су од 1986. године почеле да га користе за летове преко мора и океана.
Највеће поруџбине за авион су пристигле од већих америчких авио-компанија, европских чартер авио-компанија и теретних авио-компанија. До јуна 2012. године је дошло до рушења 8 авиона, од којих су 7 била фатална.
Производња Боинга 757 се завршила 28. октобра 2004. и до тада је произведено 1.050 примерка за 54 авио-компаније. Боинг 757-200 је био најпопуларнији модел и направљен је у 913 примерка. Боинг никада није развио замену за Боинг 757, јер је фирма била сконцентрисана на развој Боинга 737. Последњи примерак Боинга 757 испоручен је Шангај ерлајнсу 28. новембра 2005. До 2011. је у служби остало 898 примерка, а највећи оператер је била авио-компанија Делта ерлајнс са 185 примерка у својој флоти.
Почетком фебруара 2016. године генерални директор комерцијалног сектора компаније Боинг Реј Конер изјавио је да се планира лансирање новог ваздухоплова који ће попунити „рупу” између највеће верзије 737 фамилије и најмањег модела 787 фамилије. Нова летелица имаће око 20% већи долет и носивост од Боинга 757-200, а у употребу неће ући пре 2022. године.

## Развој

### Историјат
Почетком седамдесетих година 20. века, када је Боинг отпочео развој Боинга 747, фирма је отпочела развој ускотрупног авиона који би заменио тромоторни Боинг 727. Боинг 727 је коришћен на кратким и средњим рутама, нарочито у САД. Боинг 727 је био најпродаванији ускотрупни авион шездесетих година 20. века. Боинг је разматрао да отпочне развој нове варијанте 727-300 или да развије потпуно нови авион 7N7. Испрва је планирано да нови авион има исту технологију као и 727 и моторе на репном делу, али је Боинг касније одлучио да одустане од развоја такве конструкције авиона и да развије авион на којем би биле примењене нове технологије и материјали који су постали доступни у авио индустрији.
Иако је Боинг понудио варијанту 727-300, чији је развој требало да почне 1975. године, интерес међу авио-компанијама није био задовољавајући. Многе велике светске авио-компаније су биле заинтересоване за нови пројекат 7N7, који би имао нове турбомлазне моторе, нову пилотску кабину, мању тежину и побољшану аеродинамику. Те нове технологије које би биле примењене на Боингу 757, би такође биле примењене на пројекту 7X7, који је постао Боинг 767. Рад на оба пројекта се убрзао развојем авио индустрије крајем седамдесетих година 20. века.
До краја 1978. године, развој програма је укључио две варијанте: 7N7-100, која би могла да понесе 160 путника и 7N7-200, која би могла да понесе до 180 путника. Карактеристике овог авиона су биле: нова контрукција крила, мотори који су се налазили испод трупа, труп направљен од лакших материјала, док су предњи део трупа, распоред инструмената у пилотској кабини и реп у облику слова Т задржани са Боинга 727. Боинг је најавио да ће 757 бити најекономичнији ускотрупни путнички авион на свету. 31. августа 1978. године, Истерн ер лајнс и Бритиш ервејз су постале прве авио-компаније које су поручиле варијанту 7N7-200 (40 примерка). Боинг је марта 1979. године изјавио да ће се авион звати Боинг 757. Боинг 757-100 никада није развијен, због тога што би имао доста сличности са Боингом 737.

### Процес пројектовања
Производ програма 7N7 је требало да буде авион који би био способнији и економичнији од Боинга 727. Авио-компаније су биле заинтересоване за авион који би био доста економичнији од свих осталих у својој класи, јер је због Јомкипурског рата цена горива била повећана. Требало је да нови мотори уштеде око 20% горива, а побољшана аеродринамика око 10%. Лакши материјали који су коришћени у изради трупа и нова конструкција крила такође је требало да допринесу уштеди горива. Максимална полетна маса је требало да буде 99.800 kg, што је 4.540 kg више од максималне полетне масе Боинга 727. Због веће максималне полетне масе, авион је могао да се користи у топлијим климатским зонама и хладнијим климама, где је најчешће већа висина на којој се аеродроми налазе, тако да је полетање теже него у нормалним климатским условима.
Боинг 757 је за разлику од Боинга 727 имао 2 мотора, како би уштеда горива била већа. Први корисници Истерн ер лајнс и Бритиш ервејз су одлучили да авион буде опремљен моторима RB211-535C које је произвео Ролс-Ројс. Мотори RB211-535C могу да произведу 166 kN потиска. Ово је био први авион произведен у САД, који је имао моторе произведене ван САД. Боинг 757 је такође могао да користи америчке моторе Прат & Витни PW2037, који производе 170 kN потиска. Делта ерлајнс је новембра 1980. године поручила 60 примерка овог авиона који су били опремљени моторима PW2037. Џенерал Електрик је такође понудио своје моторе CF6-32, али због премалог интересовања нису коришћени ни на једном Боингу 757.
Како је развој Боинга 757 текао, овај авион је све више губио на сличности са Боингом 727 и на њему су примењени нови изуми са Боинга 767, који је у развоју био неколико месеци испред Боинга 757. Како би уштедео новац, Боинг је ова два авиона развијао паралелно, па због тога имају доста сличности. На пројекту 757/767 је први пут коришћен компјутер у пројектовању конструкције авиона. Боинг 757/767 је имао стаклену пилотску кабину са два члана. Пилотске кабине су имале исте инструменте, авионику и системе за управљање летом. У пилотској кабини су коришћени монитори у боји са катодним цевима. Пилот и копилот су уз помоћ тих монитора могли да обављају дужности које је обављао инжењер лета, тако да је авионом могла да управља посада од само два члана. Због великих сличности међу авионима, посада једног може управљати другим авионом уз минималну преобуку.
Ново конструисана крила су пружала мањи отпор ваздуху и у њима су се налазили већи резервоари и имала су доста сличности са крилима Боинга 767. Већи распон крила од оног на Боингу 727 је омогућио авиону да има већи простор за терет и дао је могућност да се развије нова, продужена, варијанта Боинга 757
Боинг 757 је требало да има реп као Боингу 727, дакле у облику слова Т, али се 1979. године одустало од такве конструкције и одлучено је да ће авион имати конвенционални реп. Овакав реп је омогућио авиону да понесе више путника, због тога што задњи део трупа није био сужен као онај на Боингу 727 и побољшао је аеродинамику авиона, тако да је било доста тешко да авион доспе у стање понирања током лета при мањим брзинама. Боинг 757 је био дужи од Боинга 727-200 за 0,64 m и због бољег распореда унутар авиона он је могао да понесе до 293 путника, 50 више него његов претходник. Попречни пресек трупа је сличан попречном пресеку Боинга 707 и 737 и у авион је попречно могло бити постављено 6 седишта у једној - економској класи. Боинг 757 је имао узани труп који је помогао томе да се смањи отпор ваздуха током лета; Иако је Боинг разматрао авион ширег трупа, истраживања су показала да су авио-компанијама били потребни теретни авиони који би могли да буду коришћени на кратким рутама, где се коришћење већих теретних авиона не би исплатио.

## Варијанте
Боинг 757 је произвођен у основној и продуженој варијанти. Прва први произведени примерак је био 757-200 и био је путничка варијанта. Од њега су касније развијени Боинг 757-200PF и 757-200SF, који су били теретни модели, као и конвертибилна варијанта 757-200М.
Прва продужена варијанта -300 је била доступна само као путничка варијанта.
ИКАО код за ове авион је настао на основу варијанти авиона. Код за Боинг 757-200 је био „752“, а за Боинг 757-300 је био „753“.